# Erich Brechbühl
Erich Brechbühl (* 3. Oktober 1977 in Sursee) ist ein Schweizer Grafikdesigner und Plakatkünstler.

## Leben und Karriere
Erich Brechbühl begann seine gestalterische Ausbildung mit einer Typografenlehre von 1994 bis 1998 in der Nähe von Luzern und ging anschliessend beim Plakatgestalter Niklaus Troxler in Willisau bis 2002 als Grafikdesigner in die Lehre. Nach einem Praktikum bei MetaDesign in Berlin, eröffnet er 2003 in Luzern sein eigenes Studio „Mixer“. 2007 wurde er in die Alliance Graphique Internationale aufgenommen.

## Werke
Seine Arbeiten wurden auf vielen wichtigen Plakatbiennialen ausgestellt und ausgezeichnet, so gewann er unter anderem den Grand Prix in Lahti (Finnland) 2007, Silber in Trnava (Slowakei) 2006 und Bronze in Korea 2002.